# Forten en kastelen, Volta, Groot-Accra en de centrale en westelijke regio's
Forten en kastelen, Volta, Groot-Accra en de centrale en westelijke regio's zijn een serie bouwwerken in Ghana die zijn opgenomen op de Werelderfgoedlijst van UNESCO.
Het werelderfgoed bestaat uit diverse voormalige Europese kastelen, forten en/of versterkte handelsposten die tussen 1482 en 1786 langs de Goudkust werden gebouwd. Ze verrezen onder meer in een periode van de grote Europese ontdekkingsreizen waarbij nieuwe handelsactiviteiten en kolonies ontstonden. De bouwwerken langs de Ghanese kust waren in handen van (onder andere) Portugezen, Britten, Nederlanders, Spanjaarden, Denen, Zweden en Duitsers. Onderling was er meermaals strijd om waarbij er ook conflicten waren met Afrikaanse mogendheden. Het waren verdedigingswerken die werden ingezet om onder meer handel te beschermen. Een aanzienlijk deel van de handel bestond uit goud en slaven.
De waardering als werelderfgoed vond in 1979 plaats. De staat van de bouwwerken varieert sterk, van in goede staat bewaard gebleven tot een ruïne. In totaal gaat het in dit werelderfgoed om elf werken.

## Onderdelen
Het werelderfgoed bestaat uit de volgende onderdelen:
- Fort Goedehoop (34-001)
- Cape Coast Castle te Cape Coast (34-002)
- Fort Lijdzaamheid (34-003)
- Fort Amsterdam (34-004)
- Fort Coenraadsburg/ Sint Jago te Elmina (34-005)
- Fort Batenstein (34-006)
- Fort San Sebastian (34-007)
- Fort Metalen Kruis (34-008)
- Fort Vredenburg te Komenda (34-009)
- Santo Antonio de Axim (34-010)
- Fort Sint George/ São Jorge da Mina te Elmina (34-011)